# Renate Künast
Renate Elly Künast, née le 15 décembre 1955 à Recklinghausen, est une femme politique allemande, membre du parti écologiste Alliance 90 / Les Verts.
Duant les années 1980 et 1990, elle siège à plusieurs reprises à la Abgeordnetenhaus de Berlin, et y occupe la présidence du groupe écologiste. Désignée coprésidente de l'Alliance 90 / Les Verts en 2000, elle renonce à ce poste un an plus tard pour devenir ministre fédérale de l'Agriculture dans la coalition rouge-verte de Gerhard Schröder, étant la première femme à détenir ce portefeuille. Elle démissionne en 2005, peu avant la formation d'une grande coalition, et prend la tête du groupe Vert au Bundestag. En 2009, elle dirige la campagne écologiste pour les élections fédérales de 2009, au cours desquelles le parti dépasse pour la première fois les 10 % des voix, et retrouve ensuite la présidence du groupe. L'année suivante, elle annonce sa candidature à la mairie de Berlin pour les élections régionales de septembre 2011.

## Biographie
Ayant étudié le métier d'assistante sociale à la Fachhochschule Düsseldorf de 1973 à 1976, elle exerce cette profession au sein de la prison de Tegel, principalement auprès des toxicomanes, pendant deux ans à partir de 1977.
Elle effectue ensuite des études de droit. En 1985, elle réussit son second examen juridique d'État et devient avocate.

## Activité politique

### Parcours militant

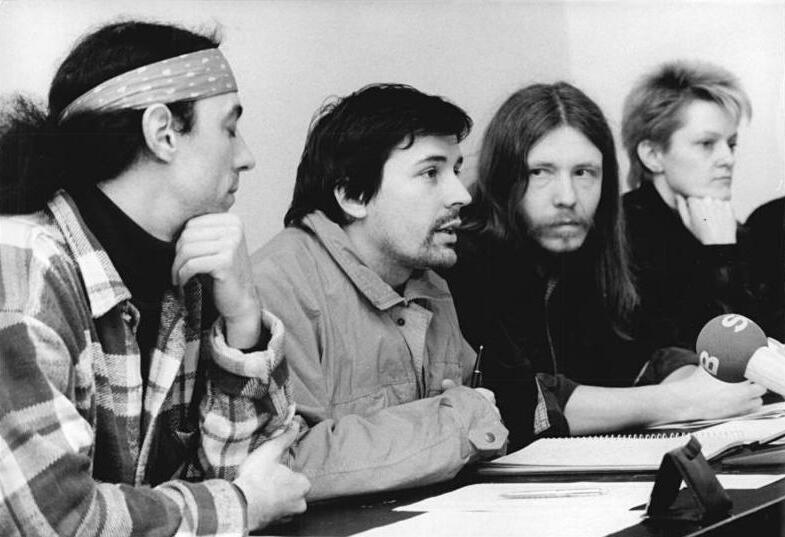
Conférence des objecteurs de conscience le 17 janvier 1990. Renate Künast est à droite.

En 1979, elle adhère à la Liste alternative de Berlin-Ouest (WAL), une organisation écologiste. Elle est désignée coprésidente de l'Alliance 90 / Les Verts (B90/Die Grünen) en 2000, et le reste pendant un an aux côtés de Fritz Kuhn.

### À Berlin
Elle est élue députée régionale à la Abgeordnetenhaus (parlement régional) de Berlin-Ouest en 1985, mais démissionne deux ans plus tard. Elle y revient en 1989 et y siège jusqu'en 2000. Entre 1989 et 1990, elle devient présidente du groupe parlementaire régional des écologistes, sous la première coalition rouge-verte berlinoise, qu'elle décide de briser le 16 novembre 1990 avec les sénatrices Anne Klein, Michaele Schreyer et Sybille Volkholz à la suite des expulsions dans la Mainzer Straße qu'avait commanditées Erich Pätzold, SPD, membre de la coalition. Elle retrouve ce poste de 1998 à 2000.
Elle a également été porte-parole des députés régionaux écologistes pour les questions de justice. Elle fait connaître, le 5 novembre 2010, sa volonté d'être chef de file des Verts aux élections régionales de Berlin, prévues le 18 septembre 2011, alors que les sondages laissent entrevoir la possibilité d'une victoire des écologistes sur les sociaux-démocrates lors de ce scrutin.

### Au niveau fédéral
Le 12 janvier 2001, Renate Künast est nommée ministre fédérale de la Protection des consommateurs, de l'Alimentation et de l'Agriculture dans la coalition rouge-verte de Gerhard Schröder. Elle est alors la première femme nommée à ce poste. Elle est élue députée fédérale au Bundestag le 22 septembre 2002, puis reconduite dans ses fonctions ministérielles le 22 octobre. À la suite des élections fédérales du 18 septembre 2005, les Verts retournent dans l'opposition. Elle est alors élue coprésidente du groupe écologiste au Bundestag et démissionne de son ministère le 4 octobre.
En 2008, elle est désignée chef de file (spitzenkandidat) de l'Alliance 90 / Les Verts pour les élections fédérales du 27 septembre 2009 en tandem avec l'ancien ministre fédéral de l'Environnement, Jürgen Trittin. Réélue le jour du scrutin, elle est reconduite à la coprésidence du groupe, aux côtés de Trittin. À la suite du scrutin fédéral de septembre 2013, elle se met en retrait de la scène politique, comme les « anciens » Trittin et Claudia Roth. Katrin Göring-Eckardt lui succède à la coprésidence féminine du groupe parlementaire.

## Ouvrages
- Die Dickmacher. Warum die Deutschen immer fetter werden und was wir dagegen tun müssen. Riemann Verlag, 320 S., 144 Abb., 2004,  (ISBN 3-570-50062-4)
- Klasse statt Masse. Die Erde schätzen, den Verbraucher schützen. Econ Ullstein List Verlag, München 2002
- Der Mordfall Schmücker und der Verfassungs„schutz“. Dokumentation seit dem 29. September 1986, vorgelegt von Renate Künast (MdA), Februar 1987. Alternative Liste für Demokratie und Umweltschutz, Fraktion des Abgeordnetenhauses von Berlin, 1987